# 5717 Damir
5717 Damir (1982 UM6) là một tiểu hành tinh vành đai chính được phát hiện ngày 20 tháng 10 năm 1982 bởi Karachkina, L. G. ở Nauchnyj.